# Kováts József (nagyprépost)
Kováts József, Kovács (Nádalja, 1768. március 12. – Bécs, 1848. szeptember 15.) apát-kanonok és nagyprépost.

## Élete
A győri püspöki megye növendék papjai közé vétetett föl és 1791. július 6-án szentelték föl miséspapnak. Előbb Ácson (Komárom megye) volt segédlelkész; később Dadon (Győr megye) plébános lett, majd győri kanonok és nagyprépost. Komárom-Győr megyék táblabírája és szentszéki ülnök is volt.

## Munkái
- Az oltári szentségben elrejtett valóság. Védelmezte élő nyelven szabad kir. Komárom városában és a hivek kivánságára közrebocsátotta 1803. Komárom.
- Halottas beszéd, néhai főt. Hollósy Sándor t. n. sopronyi káptalan becsületből való kanonokjának..holt tetemi felett mondotta... Kocson, Kis-Karácsony havának 12. 1813. Győr, 1813.
- Az igazság temploma, melyet Kolmár Jószefnek ugynevezett kegyelem temploma ellen emelt barátságos levelekben. Uo. 1815.
- Szent István első magyar király dicsőséges királyi méltóságában apostoli buzgósága által és apostoli buzgóságában király méltósága által. Hirdette Bécsben a tiszt. Kapuczinusok templomában, kisasszony havának 20. 1826. Bécs, 1826.